# Nippocryptus misippus
Nippocryptus misippus är en stekelart som först beskrevs av Cameron 1904.  Nippocryptus misippus ingår i släktet Nippocryptus och familjen brokparasitsteklar. Inga underarter finns listade i Catalogue of Life.